# Pugačovovo povstání

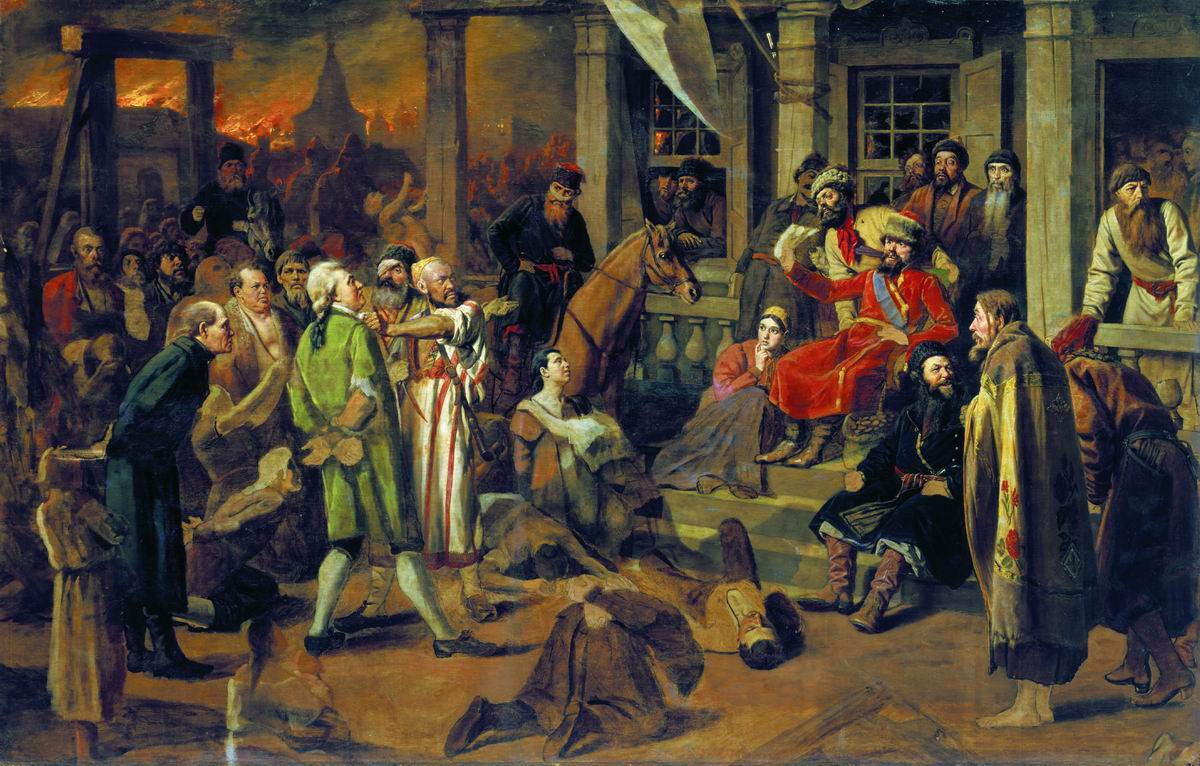
Vasilij Perov: Pugačov soudí zajatého šlechtice (1875)

Pugačovovo povstání (rusky Крестьянская война 1773—1775 годов под предводительством Емельяна Пугачёва, či zkráceně Пугачёвщина, Пугачёвское восстание, Пугачёвский бунт) byla rebelie části kozáků, rolníků a nevolníků na jihovýchodě Ruska v letech 1773–1775.

## Příčiny
Příčiny byly následující:

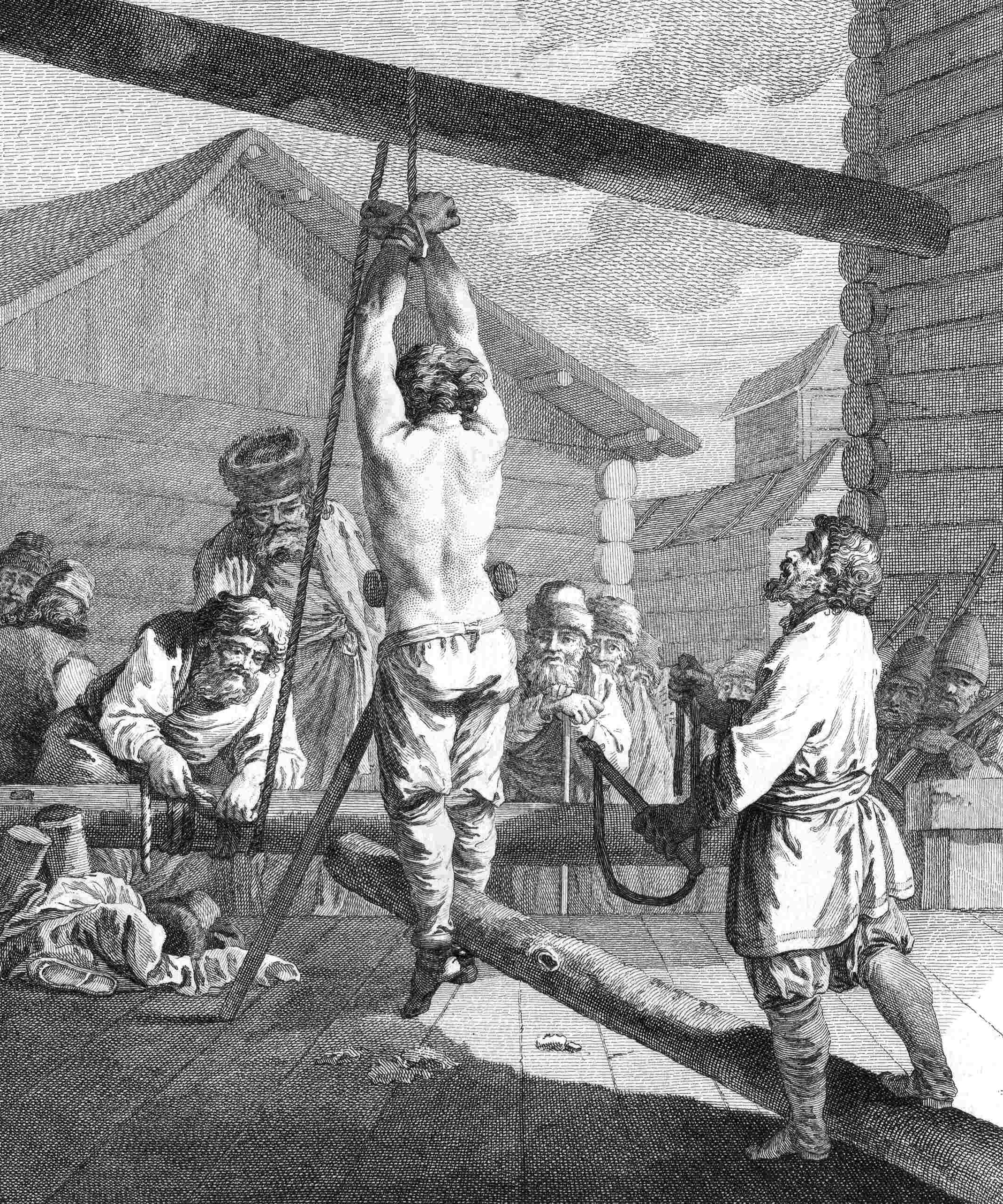
Knuta – bičování bylo obvyklým trestem na ruském venkově

- Snaha vlády Kateřiny II. a jejích úředníků omezit svobody kozáků usazených v povodí řeky Jaik (Jajik) (dnes Ural), jako byl volný rybolov, neomezené užívání půdy a nezdaněný obchod se solí. Ruské úřady se pokoušely kozáky podřizovat armádnímu velení, museli stavět pevnosti a držet strážní službu daleko od domova.
- Postupné zvyšování daní a centralizace i periferních oblastí Ruska, jdoucí ruku v ruce s bídou prostých lidí. V 60. a 70. letech zasáhla Rusko vlna hladomorů, která vedla k mnoha menším vzpourám. Kromě toho nevolníci připoutaní ke svým vlastníkům (šlechticům) dosazovaným často samotnou carevnou měli stále méně práv a jejich nespokojenost rostla.
- Stesk mnoha lidí po vládě Petra III., o němž kolovaly zvěsti, že nebyl zabit a někde se skrývá, a jenž údajně chystal zákony, které by ulevily nevolnickému obyvatelstvu. V očích prostých lidí byl car postavou téměř božskou, báťuška, který to myslí dobře, ale je obklopen zlými lidmi, kteří jeho myšlenky překrucují a činy maří. Toto se ostatně táhne dějinami Ruska až do dnešní doby.
- Odpor k centrální vládě (a vůči vládou dosazovaným lidem), která byla považována za příliš proevropskou, bezbožnou a dekadentní. Nositelem tohoto odporu byli starověrci neboli rozkolníci, kteří odmítali uznávat autoritu „bezbožné“ petrohradské vlády.

## Průběh

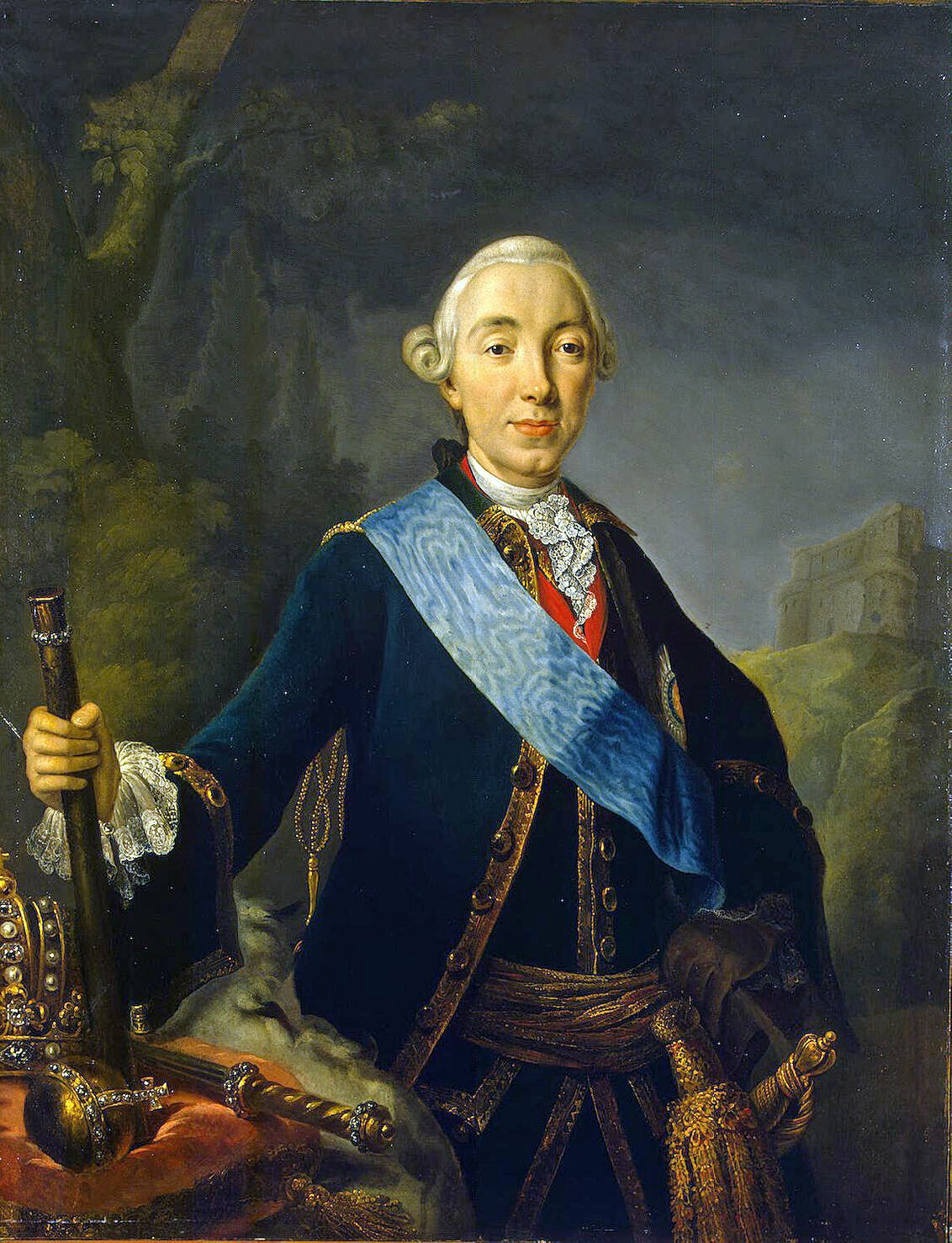
Car Petr III. za něhož se Pugačov vydával

### Co předcházelo
V polovině 18. století tvořilo venkovské obyvatelstvo asi 96 % veškeré ruské populace. Kateřina II. si byla do určité míry vědoma bídného postavení chudých mužiků, nevolníků, manufakturních dělníků a měla v plánu se zabývat řešením jejich problémů. Nicméně skutečné řešení nepřicházelo a chudá venkovská masa věřila, že jejich osvobození brání různí „zlí lidé“ – rádcové carevny, místní šlechtici, gubernátoři a vojvodové. V letech 1767–1771 uprchly z Ruska desetitisíce nevolníků do Polska a Číny. V roce 1771 zasáhla oblast Moskvy velká morová epidemie. Situace na venkově byla špatná.
Koncem roku 1771 vypukly v oblasti řeky Jaik kozácké nepokoje. Úřady omezily prodej solených ryb a daly postavit na řece jez, který bránil tahu jeseterů a výrazně omezil možnosti rybolovu. Kozáci odmítli pracovat na stavbě orenburské pevnosti a poslali ke dvoru stížnosti. Ty měla vyřešit komise vedená generálem Traubenbergem, spíše však přilila olej do ohně. Traubenberg byl 12. ledna 1772 zabit a spolu s ním i kozáčtí „kolaboranti“ s carskou vládou. Trestná výprava kozáky sice zpacifikovala, ale nespokojenost neodstranila. Kromě jaických/uralských kozáků vládla nespokojenost s rostoucí centralizací mezi dalšími etniky, jako byli Baškirové, Čuvaši, Kalmykové, Tataři, Čeremisové, Vojtaci a Meščerjakové.

### Pugačov

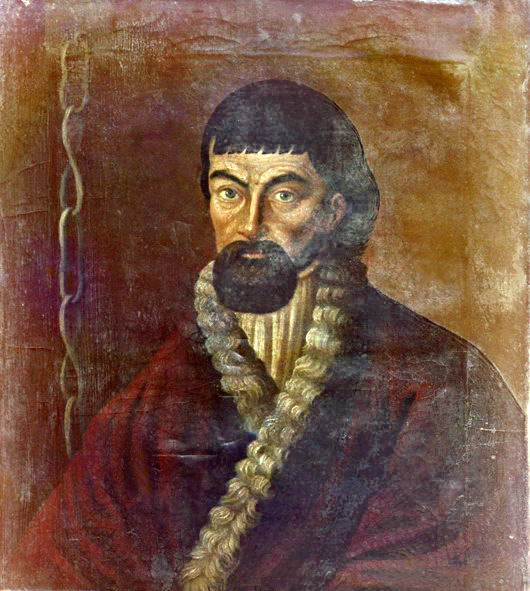
Portrét Pugačova

Do toho se koncem roku 1772 „objevil“ kozák Jemeljan Pugačov, který již několik let žil jakýmsi polotuláckým životem, pohyboval se mezi Kavkazem a Uralem a de facto se skrýval před místními úřady. Byl to veterán z války sedmileté a rusko-turecké, jehož propuštění z armády nebylo zřejmě zcela v pořádku. Carští biřici ho sice zatkli, ale na jaře 1773 z vězení uprchl. Pugačov se prohlásil za cara Petra III., o němž kolovaly na venkově různé zvěsti. Jeho prohlášení se za cara bylo zřejmě dobře promyšlené. Okamžitě tím získal podporu lidových mas, které věřily, že Petr III. stále žije a že byl od vlády odstraněn právě proto, že chystal zákon osvobozující nevolníky a chudé rolníky. Navíc lidé měli pocit, že bojují za svého „báťušku cara“ proti zlé šlechtě, generalitě a uzurpátorům u dvora. Pugačov okamžitě „vydal“ jménem „Petra Fjodoroviče“ (cara) sérii manifestů, kterými obeslal nejen místní kozáky, ale i další etnika a obyvatelstvo širého okolí. V nich potvrzoval různé svobody kozáků a venkovských obyvatel a nabádal je, aby mu věrně sloužili a bojovali v jeho vojsku.

### Válka

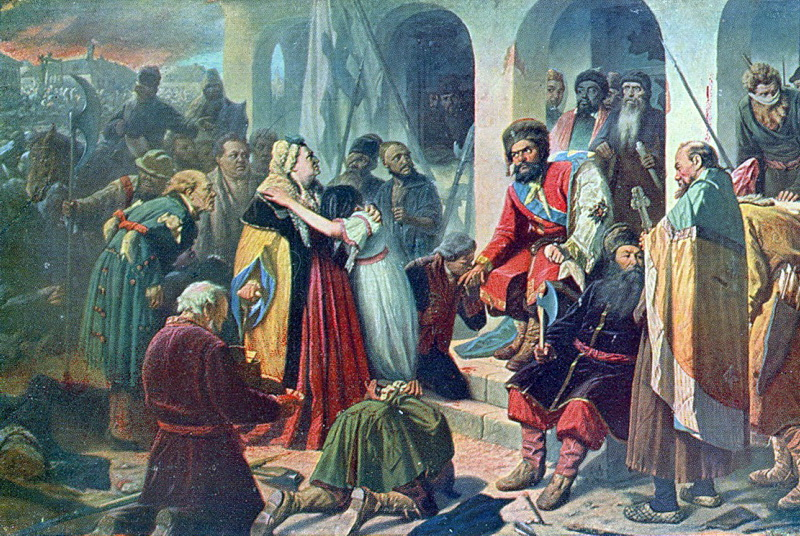
Pugačov soudí šlechtice

Pugačov nečekal pasivně na zásah carské armády. Shromáždil vojsko a začal postupně dobývat místní opěrné tvrze. Ty byly vesměs špatně bráněné a opevněné a povstalcům nedalo práci je dobývat. V říjnu 1773 se jeho vojsko dostalo k pevnosti Orenburg a oblehlo ji. Ačkoliv počet jeho bojovníků vzrostl až na několik desítek tisíc (k Orenburgu dorazil s 2440 muži, přičemž v prosinci tento počet narostl na 25 000 mužů a 86 děl), nedařilo se mu pevnost dobýt. Pugačov však ani během obléhání nelenil. Pokusil se armádu a své ostatní stoupence organizovat podle carského vzoru – uděloval tituly, hodnosti, vyznamenání, vydával „ukazy“, jmenoval úředníky atd. Manifesty a ukazy byly rozmnožovány ručně, překládány do různých jazyků a rozesílány kurýry z jedné osady do druhé. Veřejně se četly v kostelích, trzích a návsích. Pugačov v nich většinou „oznámil svůj příchod, slíbil lidem volnost, bradu, kříž, všeliké úlevy a osvobození od poplatků a daní... a současně nařídil svolávat lid, aby sloužil v jeho houfech.“
V březnu 1774 dorazila k Orenburgu carská armáda a způsobila povstalcům těžkou porážku. Nicméně Pugačovovi se podařilo s několika tisíci mužů uprchnout. Bylo zřejmé, že jediná vítězná bitva povstání nezničí. V té době se totiž boje rozšířily do obrovské povolžské oblasti a menší jednotky vzbouřenců ovládly či oblehly několik měst (Ufa, Samara), mnoho vesnic a také manufaktury na Urale. Některé z nich začaly dokonce vyrábět válečný materiál pro povstalecké vojsko. Carské úřady se sice pokusily povstání bagatelizovat, tvrdily, že za ním stojí britští a turečtí agenti, ale situace byla velmi vážná. Povstalci zabrali několik gubernií. Zde se nezřídka dopouštěli masakrů na místních úřednících, šlechtě, církevních představitelích, přičemž ušetřeny nezůstaly ani ženy a děti.

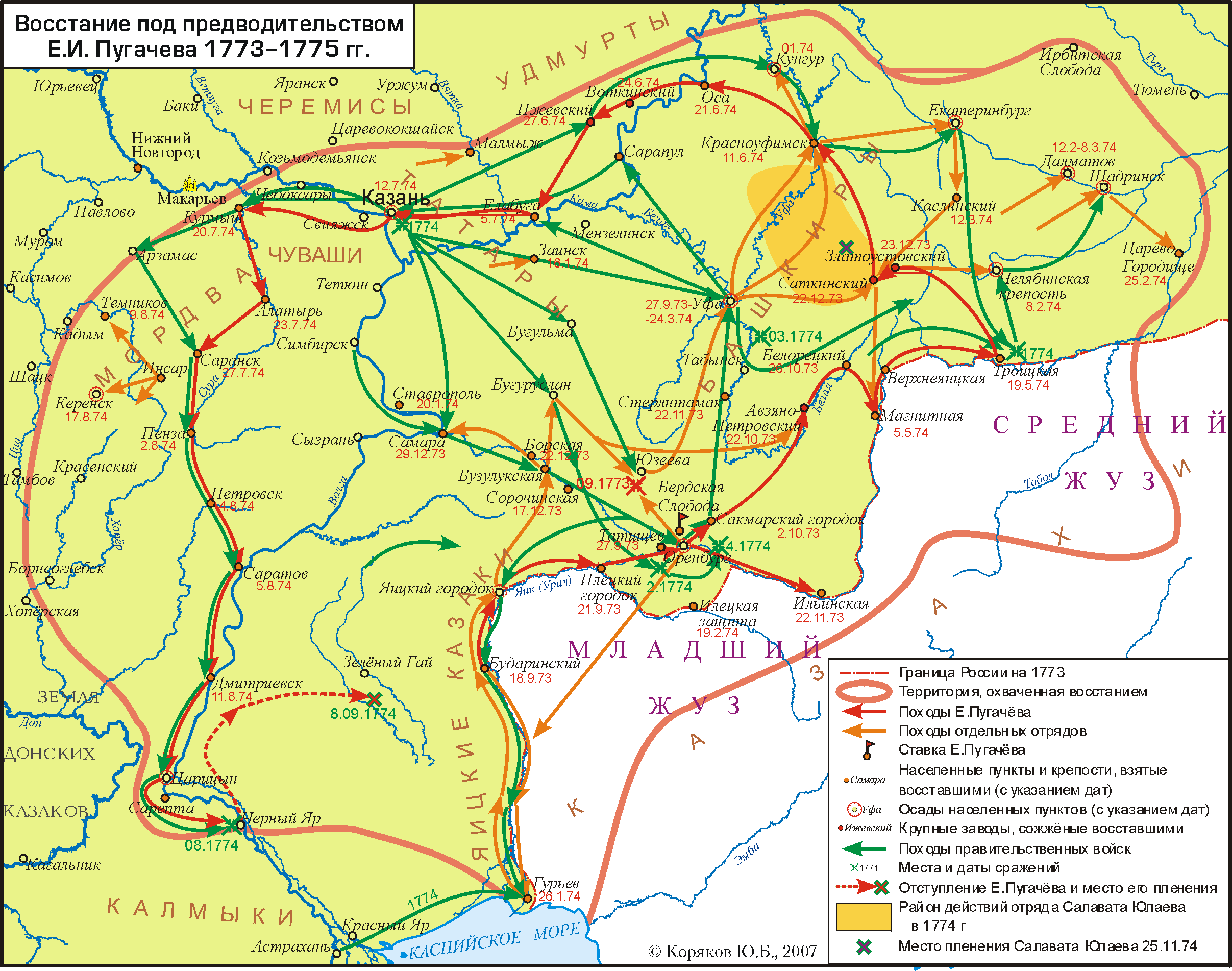
Mapa povstání.

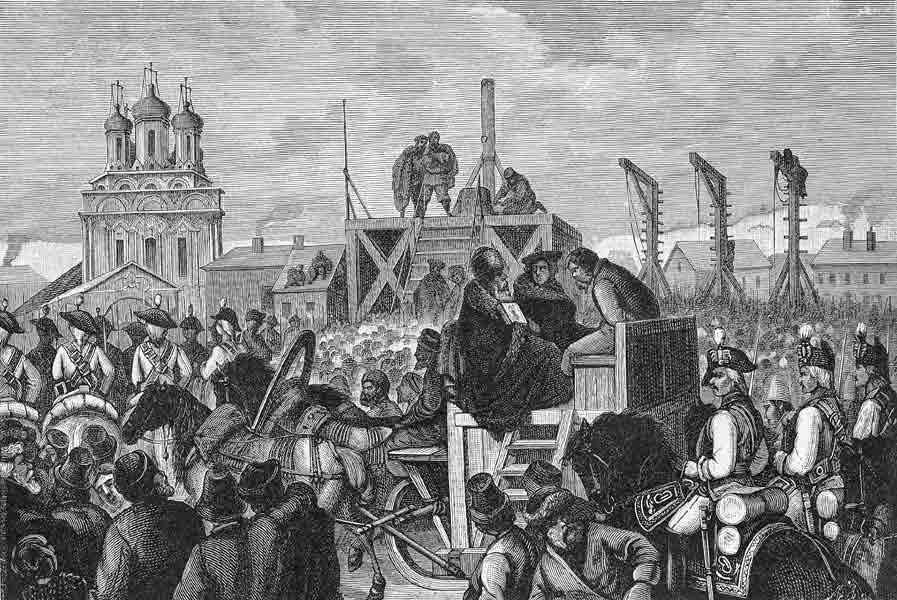
Cesta Pugačova na popraviště

Pugačovovi se na jaře 1774 podařilo shromáždit další armádu a táhnul směrem na Kazaň. V červenci 1774 ji oblehl a kromě městské pevnosti i dobyl. K městu se mezitím přiblížily oddíly carské armády vedené plukovníkem Ivanem Michelsonem, nicméně Pugačov se neodhodlal k otevřenému střetu a unikl s částí povstalců směrem na jih. Postupoval k Saratovu a doplňoval prořídlé vojsko. V srpnu 1774 se dostal až k Caricynu, pokusil se sice město dobýt, ale neúspěšně. Jižně od Caricynu ho pak dostihla carská armáda. Došlo k bitvě, kterou povstalci prohráli, ale Pugačov opět unikl. Carské úřady toho měly takříkajíc dost a povolaly do čela protipovstalecké armády zkušeného generála Suvorova. Možná i to byl jeden z důvodů, proč se kozáci rozhodli Pugačova zradit. Navíc se tímto snažili vykoupit si milost. V září 1774 ho zajali a předali carské armádě. Ta ho eskortovala do Moskvy, kde byl mučen, souzen a 10. ledna (21. ledna) 1775 na Bolotném (Blatném) náměstí popraven. Ačkoliv hlavní vůdce vzpoury byl zlikvidován, boje pokračovaly dál. Carská armáda likvidovala odpor celý zbytek roku 1774, například hlavní baškirský vůdce Salavat Julajev byl zajat koncem listopadu 1774, a odsouzen začátkem roku následujícího.

## Důsledky

Národní hrdina Salavat Julajev na znaku Baškortostánu

Celkové ztráty na straně vládního vojska, šlechty, úředníků a duchovenstva nejsou přesně známy. Údaje jsou k dispozici jen pro léto 1774, kdy bylo údajně zabito 1 572 šlechticů a členů jejich rodin, 237 popů a církevních zaměstnanců a 1037 dalších osob (úředníků, soudců, poddůstojníků atd.). Povstalci ztratili v bojích celkem asi 20 000 mrtvých. Dalších zhruba 20 000 jich bylo zajato. Míru obavy carských úřadů, aby se podobná vzpoura nikdy neopakovala, lze vyvodit i na základě trestů, které povstalce čekaly. Například ve vesnicích, které odmítaly vydat lidi, jež se údajně podíleli na povstání, byla na základě losu popravena 1/3 obyvatel. Pochytaní vůdcové povstání byli buď popraveni nebo posláni na nucené práce. Vůdcové Baškirců Salavat Julajev a jeho otec Julaj Aznalichov byli při výslechu mučeni, následně mrskáni na veřejnosti, byly jim vytrženy nosy, vypáleny cejchy na obličej („B“ jako buntovščik - vzbouřenec) a nakonec byli posláni na doživotní nucené práce. Deseti tisíce dalších zajatců čekala buď poprava nebo fyzické tresty (mrskání, uřezávání uší) a nucené práce. Již v březnu 1775 vydala carevna Kateřina II. manifest, jímž bylo Pugačovovo povstání odsouzeno k věčnému zapomenutí a hlubokému mlčení a jeho jméno nesmělo být následně v Rusku vyslovováno. Řeka Jaik - centrum povstání - byla přejmenována na Ural. Rodná Pugačovova vesnice Zimovejska stanice byla srovnána se zemí, obyvatelé přesunuti a jejich nová osada přejmenována na Potěmkinskou stanici. Vláda si nicméně uvědomila, že pouze represemi situaci řešit nelze. Připravila i některá opatření, která měla ulehčit situaci prostých venkovanů. Šlo o zvýšení mezd dělníků v manufakturách a mírné snížení obroku (poplatek za vyvázání z roboty) mužiků. Postavení venkovského obyvatelstva to však nijak zásadně nezlepšilo.